# Stazione di Épernay
La stazione di Épernay (in francese Gare d'Épernay) è la principale stazione ferroviaria di Épernay, Francia.